# Will Green
Pas d'image ? Cliquez ici

a Compétitions nationales et continentales officielles uniquement.

b Matchs officiels uniquement.
Dernière mise à jour le 9 septembre 2018.
Will Green est un joueur de rugby à XV anglais, né le 25 octobre 1973, qui joue avec l'équipe d'Angleterre, évoluant au poste de pilier (1,82 m pour 116 kg). 
En deux saisons il a déjà connu 41 sélections (en cours au 15/04/2007) avec le Leinster. Chez les Wasps, il a connu plus de 300 apparitions dont 39 en Coupe d'Europe, avec une victoire en 2004.

## Carrière

### En club
- London Wasps 1995-2005 Rugby Premier League
- Leinster Rugby 2005-2007 Celtic League (club de Old Belvedere RFC)

## Palmarès

### Club
- Champion d'Angleterre : 1997, 2003, 2004, 2005
- Vainqueur de la Coupe d'Angleterre :  1999, 2000
- Vainqueur de la Coupe d'Europe : 2004
- Vainqueur du Challenge européen : 2003

### Sélection nationale
- 4 sélections avec l'Équipe d'Angleterre de rugby à XV
- Sélections par année : 2 en 1997, 1 en 1999, 1 en 2003